# Sutherland Sharks Football Club
O Sutherland Sharks Football Club é um clube de futebol australiano semi-profissional com sede em Sutherland, Sydney. A equipe compete no National Premier Leagues NSW.

## História
O clube foi fundado em 1930.